# Chlorogomphus daviesi
Chlorogomphus daviesi är en trollsländeart som beskrevs av Karube 2001. Chlorogomphus daviesi ingår i släktet Chlorogomphus och familjen kungstrollsländor. Inga underarter finns listade i Catalogue of Life.